# Jean d’Ormesson

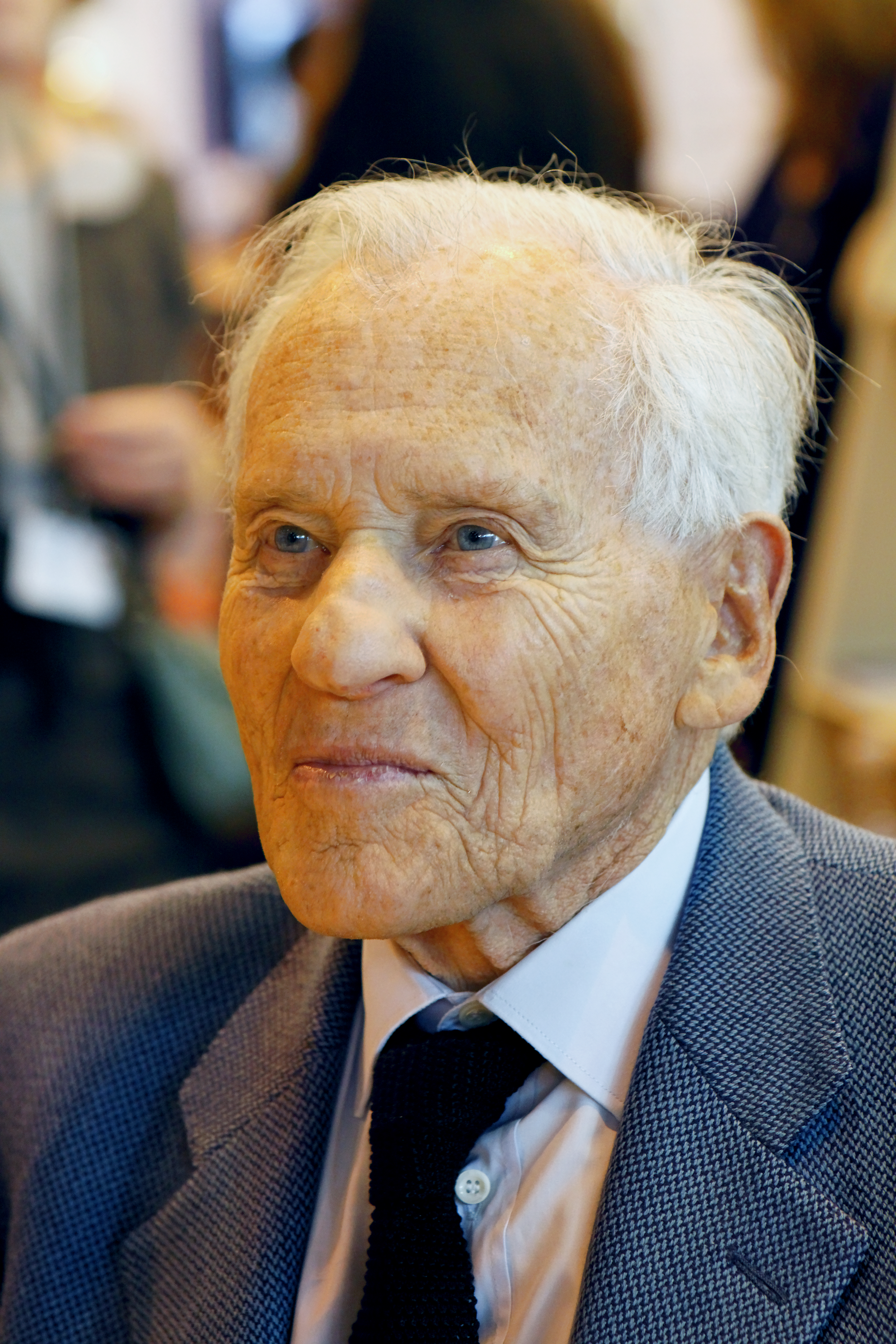
Jean d’Ormesson auf der Pariser Buchmesse 2011

Jean Bruno Wladimir François-de-Paule Le Fèvre d’Ormesson (* 16. Juni 1925 in Paris; † 5. Dezember 2017 in Neuilly-sur-Seine) war ein französischer Schriftsteller und Journalist, Mitglied der Académie française. Er galt als der „Nestor der französischen Literaturkritik“.

## Leben
D’Ormesson war der Sohn des französischen Diplomaten André Le Fèvre d’Ormesson (1877–1957), der zeitweise Attaché in Deutschland und später französischer Botschafter in Bukarest und Rio de Janeiro war. Wegen seiner politischen Einstellung wurde der Vater „Le Marquis Rouge“ genannt und verhalf in seiner Zeit in Deutschland in der Zeit des Aufstiegs des Nationalsozialismus vielen Juden zur Flucht. Zu den Vorfahren, die ihren Sitz seit dem 16. Jahrhundert in Ormesson-sur-Marne bei Paris hatten, zählte unter anderem ein Minister unter Ludwig XVI., ein weiterer war Berichterstatter im Prozess gegen Finanzminister Nicolas Fouquet. Seine Mutter Marie Anisson du Perron († 1975) stammte aus der konservativen und ehemals royalistischen Familie Le Peletier, die vor der französischen Revolution traditionell die Parlamentspräsidenten in Paris stellten. D’Ormesson verbrachte seine Sommerferien im Schloss der Familie Le Peletier in Saint-Fargeau, was er in seinem Roman Wie es Gott gefällt (frz. Au Plaisir de Dieu) darstellt. Weitere Stationen seiner Jugend waren die Wirkungsorte seines Vaters, München bzw. Bayern (1925–1933), weshalb er in seiner Jugend nach eigenen Aussagen besser Deutsch als Französisch sprach, Bukarest und Rio (ab 1937). Ab 1939 studierte er an der Elitehochschule École normale supérieure (ENS) Literatur, Geschichte und Philosophie.
Der Schriftsteller hatte das Renommee eines Dandys und erhielt Spitznamen wie „Jean d’O“ oder „Le petit homme vert“ während seiner Zeit bei Le Figaro – eine Anspielung auf das Ornat der Akademie. Seine Laufbahn begann d’Ormesson als Journalist; seinen ersten Artikel veröffentlichte er 1950 bei Paris Match, weitere folgten in Zeitschriften wie Elle, Marie-Claire, La Nouvelle Revue Française, Le Parisien. Ab 1952 war er stellvertretender Chefredakteur und ab 1971 Chefredakteur der von Roger Caillois gegründeten kosmopolitischen Intellektuellen-Zeitschrift Diogène (Diogenes).
Von 1974 bis 1977 war d’Ormesson Generaldirektor von Le Figaro, für die er auch Kolumnen schrieb. D’Ormesson tauchte auch häufig in literarischen Sendungen des französischen Fernsehens auf.
Eine „offizielle“ Stellung bekam er dank der Vermittlung eines Studienfreundes: 1950 wurde er Generalsekretär des „Internationalen Rats für Philosophie und Geisteswissenschaften“ (Conseil international de la philosophie et des sciences humaines) bei der UNESCO (damaliger Sitz im ehemaligen Hotel Majestic in Paris), dessen Präsident er 1992 wurde. Ormesson war auch mehrfach Kabinettsberater (beim Erziehungsministerium und beim Sekretär für Jugend und Sport) und in mehreren französischen offiziellen Delegationen, zum Beispiel zur Generalversammlung der Vereinten Nationen 1948.
Seine Romane spiegeln häufig seinen gesellschaftlichen Hintergrund. Für seinen Publikumserfolg La Gloire de l’Empire (1971) erhielt er den „Grand Prix du Roman“ der Académie française. Ein weiterer großer Erfolg war Au Plaisir de Dieu (1974). Für Voyez comme on danse (von 2001) erhielt er den Prix Combourg. Neben Romanen schrieb er auch Essays, historische Bücher (zum Beispiel mit anderen über Jules Mazarin 1959), Biographien (wie von Chateaubriand, der nach eigenen Aussagen eines seiner Vorbilder war) und eine Literaturgeschichte. Seine Werke Au plaisir de Dieu und Mon dernier rêve sera pour vous wurden für das Fernsehen verfilmt; in letzterem Mehrteiler übernahm er eine kleine Nebenrolle. Im Jahr 2012 war er in der Rolle des französischen Präsidenten im Spielfilm Die Köchin und der Präsident in den Kinos zu sehen.
D’Ormesson war ab 2002 Großoffizier der Ehrenlegion. Er hatte den Orden zwar akzeptiert, weigerte sich jedoch, ihn zu tragen. Im Jahr 1973 wurde er als Nachfolger von Jules Romains Mitglied der Académie française, als damals jüngstes je berufenes Mitglied seit Maurice Barrès. 1979 wurde er zum Korrespondierenden Mitglied der Academia Brasileira de Letras gewählt. Für Je dirai malgré tout que cette vie fut belle wurde d’Ormesson 2016 mit dem Prix Saint-Simon ausgezeichnet.
Sein Bruder Henry d’Ormesson (1921–1995) war ein hoher Verwaltungsbeamter und leitender Angestellter bei Électricité de France sowie ab 1971 Generalinspektor der Finanzen. Sein Onkel Wladimir d’Ormesson (1888–1973) war ebenfalls Schriftsteller und Akademiemitglied sowie Botschafter Frankreichs in Rom und Buenos Aires.
Er war der Vater der Verlegerin Héloïse d’Ormesson (* 1962) vom gleichnamigen Verlag, in dem auch d’Ormesson publizierte.

## Schriften
- L’Amour est un plaisir, Juillard 1956 (Roman)
- Du côté de chez Jean, Juillard 1959 (Essay)
- Un amour pour rien, Juillard 1960 (Roman)
- Au revoir et merci, Juillard 1966 (Essay)
- Les Illusions de la mer, Juillard 1968 (Roman)
- La Gloire de l’Empire, Gallimard 1971 (Roman, ins Deutsche übersetzt von Gerhard Heller als Der Glanz des Reiches, Propyläen Verlag, Berlin 1979, ISBN 3-549-05574-9; auch ins Italienische, Englische übersetzt)
- Au plaisir de Dieu, Gallimard 1974 (Roman, ins Deutsche übersetzt von Gerhard Heller als Wie es Gott gefällt, Ullstein Verlag, Berlin; Frankfurt/M. 1994, ISBN 3-548-23383-X)
- Le Vagabond qui passe sous une ombrelle trouée, Gallimard 1978 (Essay)
- Dieu, sa vie, son œuvre, Gallimard, 1981 (Roman)
- Mon dernier rêve sera pour vous, Editions J.C. Lattès 1982 (Biographie von Chateaubriand)
- Jean qui grogne et Jean qui rit, Editions J.C. Lattès 1984 (Chroniken)
- Le Vent du soir, Editions J.C. Lattès 1985 (Roman, erhielt den italienischen Prix Vallombrosa)
- Tous les hommes en sont fous, Editions J.C. Lattès 1986 (Roman)
- Le Bonheur à San Miniato, Editions J.C. Lattès 1987
- Album Chateaubriand, Gallimard 1988
- Garçon de quoi écrire, Gallimard 1989 (Gespräche mit François Sureau)
- Histoire du juif errant, Gallimard 1991 (Roman), ins Deutsche übersetzt von Reinhard Tiffert als Die Legende vom ewigen Juden. Benziger, Zürich 1992, ISBN 3-545-36507-7.
- Tant que vous penserez à moi, Grasset 1992 (Gespräche mit Emmanuel Berl)
- La Douane de mer, Gallimard 1994 (Roman)
- Presque rien sur presque tout, Gallimard 1995 (Roman)
- Casimir mène la grande vie, Gallimard 1997 (Roman)
- Une autre histoire de la littérature française, Éditions du Nil, Bd. 1 1997, Bd. 2, 1998
- Le Rapport Gabriel, Gallimard 1999 (Roman)
- Voyez comme on danse, Robert Laffont 2001
- C'était bien, Gallimard 2003
- Et toi, mon cœur, pourquoi bats-tu?, Robert Laffont 2003 (Anthologie französischer Gedichte, Auswahl von Ormesson, der Titel ist nach einem Gedicht von Apollinaire)
- Une fête en larmes, Robert Laffont 2005 (Roman)
- La Création du monde, Robert Laffont 2006
- Odeur du temps, Editions Héloïse d’Ormesson 2007
- La vie ne suffit pas, Robert Laffont 2007
- Qu’ai-je donc fait , Éditions Robert Laffont 2008
- L’enfant qui attendait un train, 2009, Editions Héloïse d’Ormesson 2009
- Saveur du temps, Editions Héloïse d’Ormesson 2009
- C’est une chose étrange à la fin que le monde, Éditions Robert Laffont 2010
- Un jour je m’en irai sans en avoir tout dit, Éditions Robert Laffont 2013
- Comme un chant d’espérance, 2014
- Dieu, les affaires et nous, chronique d’un demi-siècle, 2015
- Je dirai malgré tout que cette vie fut belle, Gallimard, 2016
- Guide des égarés, Gallimard, 2016

## Verweise
1. ↑  Le “prince des lettres” Jean d’Ormesson est mort. L’Express, 5. Dezember 2017, abgerufen am 5. Dezember 2017 (französisch).
2. ↑  Sascha Lehnartz: Frankreich: Nicolas Sarkozy auf dem Weg in die Rente mit 57. welt.de, 22. April 2012, abgerufen am 5. Dezember 2017.
3. ↑  In dem Roman taucht das Schloss unter einem Pseudonym auf, Plessis-les-Vaudreuil. Die Familie verkaufte das Schloss 1967.
4. ↑  Interview in Francois Sureau: Garçon de quoi écrire. Gallimard 1989.
5. ↑  Marie-Andrée Lamontagne: Le promeneur heureux: Par Marie-Andrée Lamontagne. Contact TV, 2006, archiviert vom Original am 24. Januar 2011; abgerufen am 7. Dezember 2017 (französisch).
6. ↑  Décret du 12 juillet 2002 portant élévation aux dignités de grand’croix et de grand officier. In: Journal officiel de la République française (JORF) 163, 14. Juli 2002, S. 12077, wiedergegeben auf der Website Légifrance, abgerufen am 7. Dezember 2017 (französisch).
7. ↑  Jean d’Ormesson. Académie française, abgerufen am 7. Dezember 2017 (französisch).

| Personendaten    | Personendaten                                              |
| ---------------- | ---------------------------------------------------------- |
| NAME             | Ormesson, Jean d’                                          |
| ALTERNATIVNAMEN  | Le Fèvre d’Ormesson, Jean Bruno Wladimir François-de-Paule |
| KURZBESCHREIBUNG | französischer Schriftsteller                               |
| GEBURTSDATUM     | 16. Juni 1925                                              |
| GEBURTSORT       | Paris                                                      |
| STERBEDATUM      | 5. Dezember 2017                                           |
| STERBEORT        | Neuilly-sur-Seine                                          |